# Sangatte
Ne doit pas être confondu avec Sangaste ou Sandgate.
Pour les articles homonymes, voir Sangatte (homonymie).
Sangatte est une commune française située dans le département du Pas-de-Calais en région Hauts-de-France. Ses habitants sont appelés les Sangattois. La commune fait partie de la communauté d'agglomération Grand Calais Terres et Mers et du parc naturel régional des Caps et Marais d'Opale.
La commune est située à la jonction de deux paysages tels qu’ils sont définis  dans l’atlas de paysages : les « paysages des falaises d’Opale » et les « paysages des dunes de la mer du Nord ».
Sangatte est une station balnéaire relativement attractive de la Côte d'Opale, à l'entrée nord du grand site des Deux Caps.
De 1999 à 2002, la commune fait l'objet d'une importante exposition médiatique pour avoir hébergé un centre d'accueil pour des migrants cherchant à passer au Royaume-Uni. Elle a également accueilli plusieurs campements de fortune de réfugiés.

## Géographie

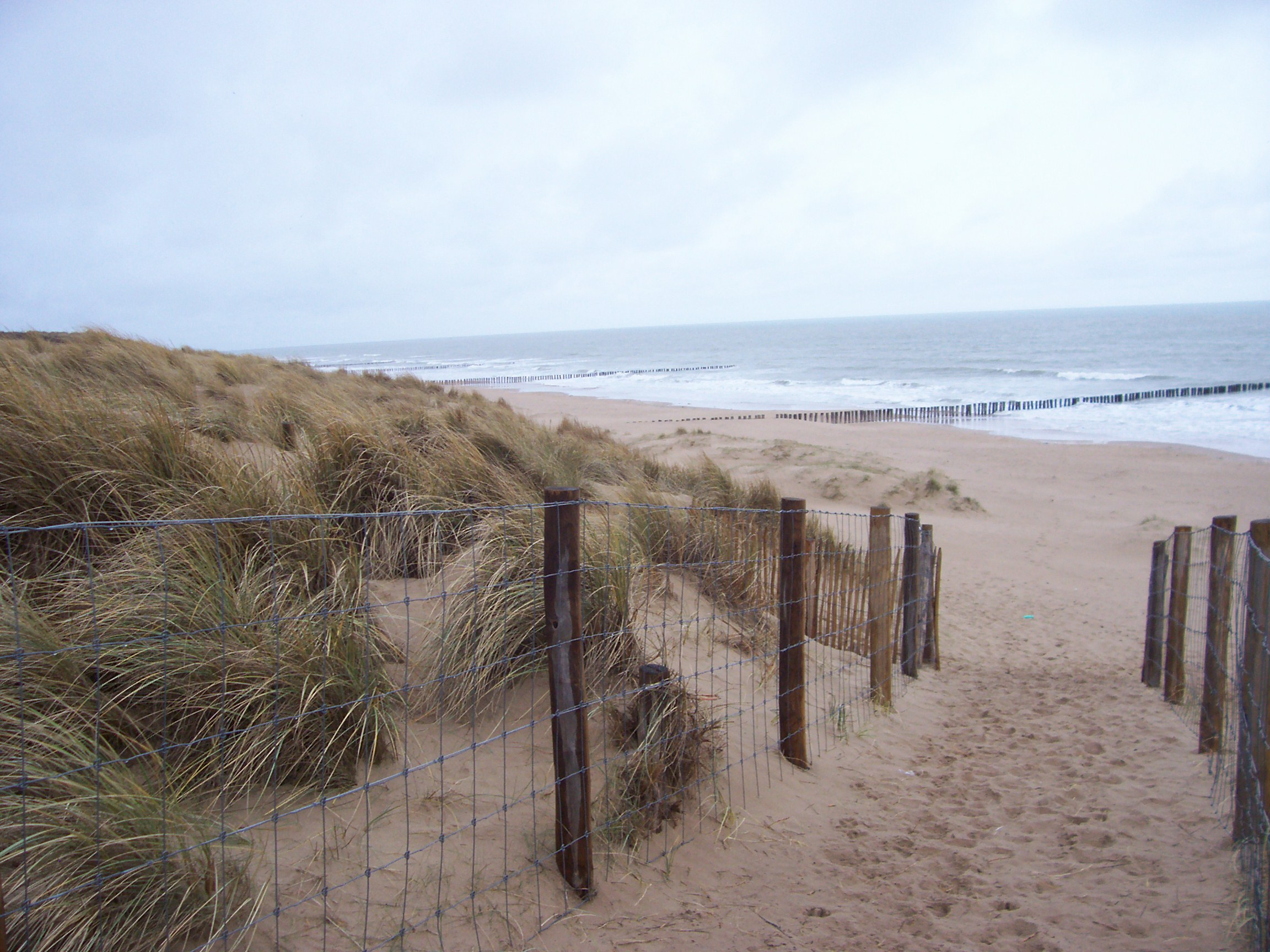
Plage et cordon dunaire, janvier 2010.

### Localisation
Sangatte est située au nord du département du Pas-de-Calais, sur la Côte d'Opale, au bord de la Manche et à l'extrémité nord du Parc naturel régional des Caps et Marais d'Opale. Elle est limitrophe de l'ouest de la ville de Calais (chef-lieu d'arrondissement) et se trouve, à vol d'oiseau, à 24 km au nord-est de Boulogne-sur-Mer, à environ 97 km au nord-ouest de Lille et à 235 km au nord de Paris.
Sangatte est une petite station balnéaire, qui comprend également le hameau de Blériot-Plage. Elle abrite une plage de 8 km de sable fin. Elle est située proche du site naturel du cap Blanc-Nez (4 km).
Le territoire de la commune est limitrophe de ceux de quatre communes et de la Manche.
Les communes limitrophes sont Coquelles, Calais, Escalles et Peuplingues.

### Géologie et relief
Sangatte est une commune littorale. Sa faible altitude et la faible largeur du cordon dunaire font qu'elle est une des communes susceptibles d'être dans cette région parmi les premières inondées par la mer en cas de submersion marine induite par un aléa météorologique inhabituel ou à la suite d'un petit tsunami (risque faible dans cette région). Les sols sont limoneux à limoneux-argileux et reposent sur une craie fissurée.
Le niveau marin a beaucoup fluctué depuis 100 000 ans. Le territoire communal surplombait la vallée qui séparait la France de l'Angleterre durant la dernière glaciation, était littoral à l'époque gallo-romaine et sous la mer à l'époque de Charlemagne.
En cas de sécheresse ou de déficit d'alimentation de la nappe d'eau douce, le biseau salé peut avancer et remonter sous les terres agricoles. Il empêche les grands arbres de pousser et s'il remonte trop peut nuire à l'agriculture par salinisation des terres. Le cordon dunaire fragilisé par les chemins et divers aménagements a fait l'objet dans les années 1990 d'un important programme de consolidation.
La commune abrite une curiosité géomorphologique : la « falaise de Sangatte », non parallèle au littoral (angle moyen de 30°), et qui comporte une sorte de relique de plage suspendue, signalées vers 1850 par Prestwich et rapidement considérée comme une falaise fossile du « Pléistocène moyen marin » voir de l'interglaciaire précédent (hypothèse abandonnée à la fin du XIXe siècle), bordant les zones envahies par la mer durant la transgression flandrienne, (pendant de la formation d'Herzeele, autre gisement représentatif de cette époque. Quelques indices de traces d'occupation préhistorique du paléolithique ont été trouvés en 1864, au pied de la falaise, sur un ancien niveau marin correspondant probablement à la « phase récente du complexe interglaciaire holsteinien (320 000 ans) ». Cette falaise fossile étant presque située dans l'axe de la « flexure de Sangatte » (faille immergée dans le Pas de Calais, bordée de structures sous-marines dites « Rouge Riden » et « Quénocs »), on pourrait penser, comme le fait Sommé qu'elle est peut-être aussi la résultante d'une tectonique active, et un indice d'activité sismique régionale récente. Et en effet, la partie du littoral située entre le cap Gris-Nez et Sangatte montre une géométrie de détail qui se superpose globalement avec les trois directions tectoniques principales qui affectent la couverture sédimentaire régionale :
1. des directions N020-N040
2. des directions N100-N110 reconnues à grande échelle par l’analyse du système de joints dans la craie (Vandycke & Bergerat, 1992 ; Colbeaux et al., 1993),
3. la direction N090 (orientation de petites failles et plis surtout visibles dans le Jurassique (Lamarche et al., 1998).

L'analyse gravimétrique de cette partie de la région montre une anomalie devant Calais, mais pas de décalage altitudinal dans le socle paléozoïque sous-jacent à Sangatte, et la coupe NW-SE passant par le cap Blanc-Nez ne recoupe pas de faille de couverture.
À la falaise fossile de Sangatte (qui n'est pas du tout parallèle à la falaise actuelle) correspond une plage fossile située entre la plaine maritime et les collines du Boulonnais. Cette "plage" intrigue depuis longtemps les géologues et géomorphologues, mais aussi des préhistoriens. La géologie de Sangatte pose un problème depuis le XIXe siècle en raison principalement du caractère inhabituel de ses horizons repères, beaucoup moins nets qu'ailleurs dans les séquences du nord du pays où l'on distingue habituellement mieux les paléosols de rang interglaciaire, horizons périglaciaires et grandes fentes de gel. À proximité deux buttes reliques de l'époque tertaires dites Les Noires-Mottes ont pu par leur érosion compliquer la morphologie du site en épaississant les dépôts de pente périglaciaire qui ont formé l'essentiel du sédiment continental observé à Sangatte.
La stratigraphie géologique et pédologique (micromorphologique des horizons repères pédostratigraphiques) de cette ancienne plage a été précisée à l'occasion de la préparation des travaux du tunnel sous la Manche (formations pléistocènes). Un « troisième cycle glaciaire-interglaciaire » a été mis en évidence « dans la partie terminale de la couverture continentale qui fossilise l'ancien niveau marin » ce qui a conduit à remettre en question la datation de cette plage fossile (elle pourrait en réalité dater de la même époque que celle de la zone supérieure de la « Formation d'Herzeele, attribuée à l'Holsteinien et au stade isotopique 9 des sondages océaniques »).

### Hydrographie
Le territoire de la commune est situé dans le bassin Artois-Picardie.
C'est dans la commune que le watergang de Sangatte, d'une longueur de 6,72 km, prend sa source et se jette dans le canal des Pierrettes au niveau de la commune de Calais.

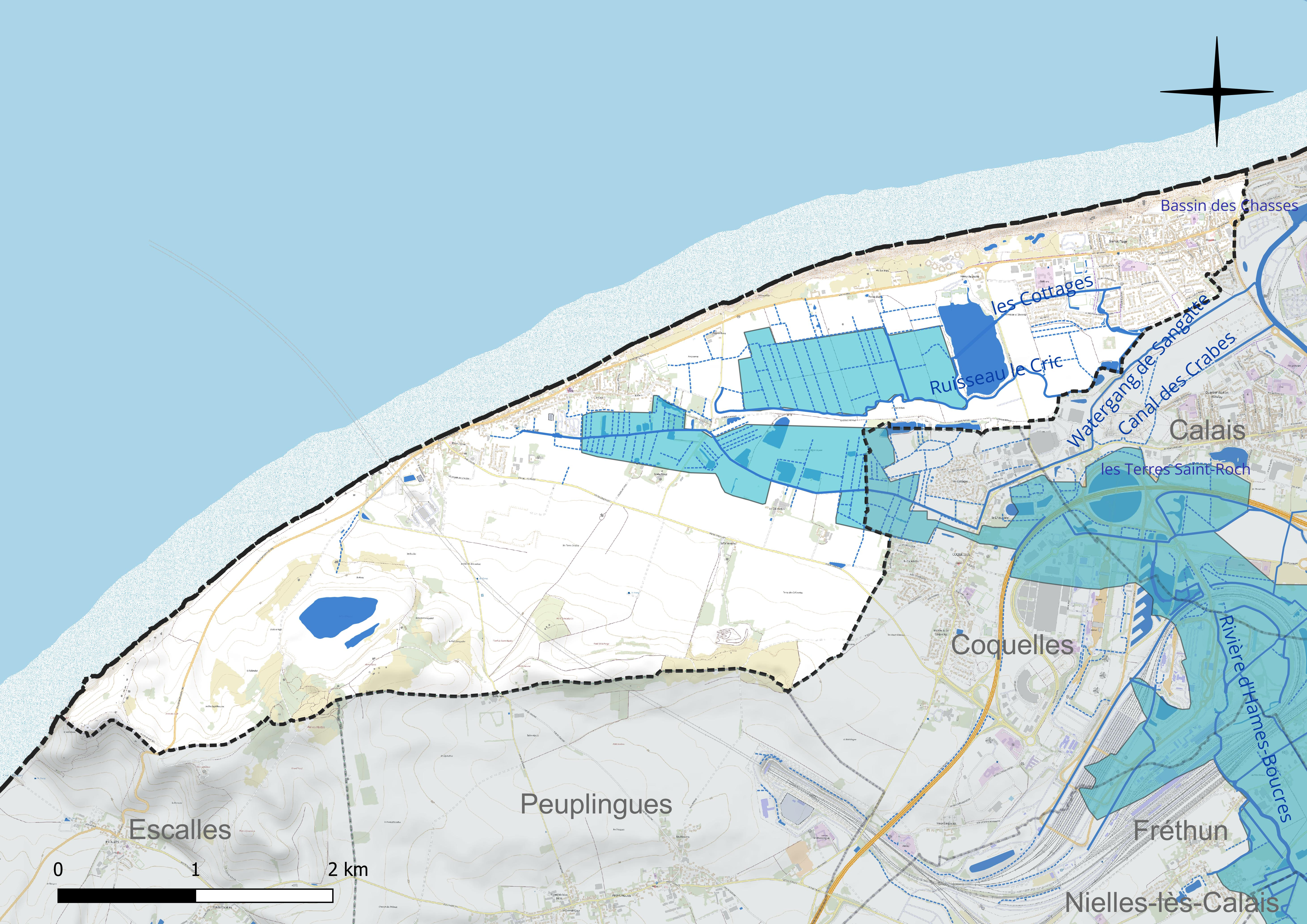
Réseau hydrographique de Sangatte.

### Climat
Pour des articles plus généraux, voir Climat des Hauts-de-France et Climat du Pas-de-Calais.
En 2010, le climat de la commune est de type climat océanique franc, selon une étude du CNRS s'appuyant sur une série de données couvrant la période 1971-2000. En 2020, Météo-France publie une typologie des climats de la France métropolitaine dans laquelle la commune est exposée à un climat océanique et est dans la région climatique Côtes de la Manche orientale, caractérisée par un faible ensoleillement (1 550 h/an) ; forte humidité de l’air (plus de 20 h/jour avec humidité relative > 80 % en hiver), vents forts fréquents.
Pour la période 1971-2000, la température annuelle moyenne est de 10,6 °C, avec une amplitude thermique annuelle de 13 °C. Le cumul annuel moyen de précipitations est de 866 mm, avec 12,7 jours de précipitations en janvier et 7,9 jours en juillet. Pour la période 1991-2020, la température moyenne annuelle observée sur la station météorologique la plus proche, située sur la commune de Marck à 14 km à vol d'oiseau, est de 11,0 °C et le cumul annuel moyen de précipitations est de 737,1 mm,. Pour l'avenir, les paramètres climatiques de la commune estimés pour 2050 selon différents scénarios d'émission de gaz à effet de serre sont consultables sur un site dédié publié par Météo-France en novembre 2022.

### Paysages
Pour un article plus général, voir Paysage en France.

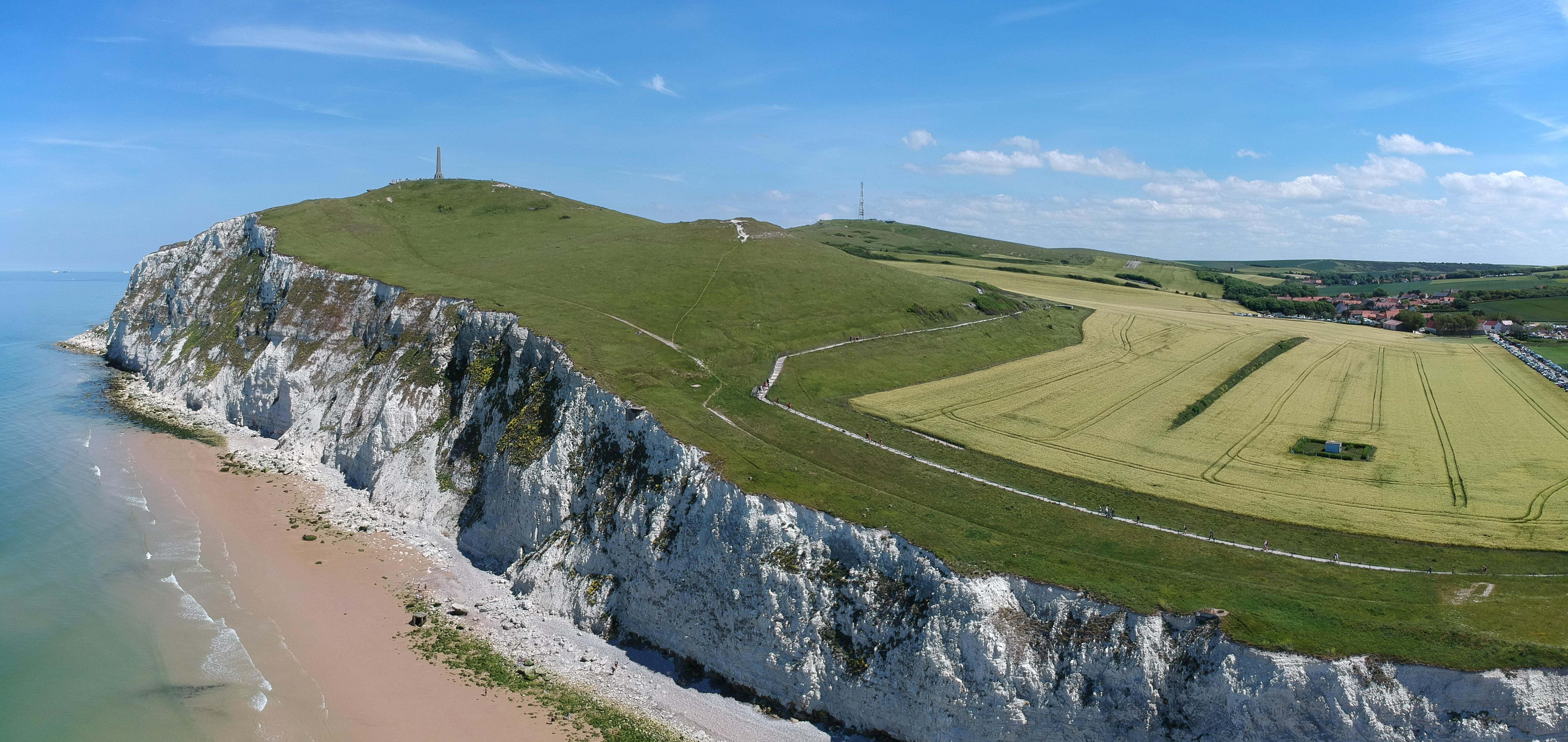
Une vue de ces « paysages des falaises d’Opale » et le cap Blanc-Nez.

La commune est située à la jonction de deux paysages tels qu’ils sont définis dans l’atlas de paysages de la région Nord-Pas-de-Calais, conçu par la direction régionale de l'Environnement, de l'Aménagement et du Logement (DREAL), :
- les « paysages des falaises d’Opale », qui concernent 30 communes, s’étendent le long de la côte, d’Équihen-Plage  à Sangatte, sur une bande d’environ 50 kilomètres de long et d’un maximum de 5 kilomètres de large, l'autoroute A 16 étant la frontière à l'est. Ils sont constitués, d’une part, par les falaises d’Opale où se trouve le grand site des Deux Caps qui, avec le cap Blanc-Nez, culmine à 150 mètres, ces falaises offrent un belvédère sur le détroit du Pas de Calais  avec la possibilité de voir les côtes d’Angleterre, et d’autre part, vers l’intérieur des terres, avec les paysages littoraux qui jouxtent ceux des coteaux calaisiens et du pays de Licques, d'un paysage alternant collines, vallons et bocages.

L’occupation des sols se répartit en 43 % de cultures pour les paysages arrière-littoraux, 20 % de sols artificialisés, 20 % de prairies et forêts et 10 % de plage.
Les crans constituent une des particularités de ces côtes à falaises. Les crans sont des vallées suspendues qui se sont retrouvées le « nez en l’air », soit du fait de l’affaissement du détroit du Pas de Calais, soit par la baisse du niveau de la mer comme le cran d’Escalles, le cran Mademoiselle, le cran Poulet, le cran Barbier, le cran des Sillers, le cran de Quette et le cran aux Œufs, situés, eux, sur la commune d’Audinghen.
Ces paysages sont traversés par trois fleuves côtiers, la Liane (Boulogne-sur-Mer), le Wimereux (Wimereux) et la Slack (Ambleteuse), et par le sentier de grande randonnée GR 120 ou GR littoral, appelé aussi sentier des douaniers, qui chemine le long de ces paysages et offre un magnifique panorama ;
- les « paysages des dunes de la mer du Nord » concernent 23 communes du Nord et du Pas-de-Calais avec trois pôles d’attraction que sont Calais à l'ouest et Dunkerque à l’est et, dans une moindre mesure, Gravelines au centre où se trouve le delta du fleuve côtier l’Aa. On y distingue trois parallèles : la frange côtière avec son cordon dunaire ; l'ancienne route nationale 1 et l'Autoroute A16.

Ces paysages sont composés d’un cordon dunaire de 60 km typique des paysages nordiques et que l’on retrouve aux Pays-Bas et en Belgique. Ce cordon littoral datant du VIIIe siècle s’est constitué durant la dernière transgression marine et joue un rôle de digue en protégeant la plaine maritime de l’invasion de la mer. Sa taille n’excède pas, en largeur, quelques centaines de mètres et, en hauteur, une dizaine de mètres.
Une particularité de ces paysages est la présence de moëre (marais en flamand), point le plus bas du territoire français, avec une altitude de −4 m. leur assèchement est entrepris dès 1619 par 23 moulins à vent qui vont pomper l’eau et l’acheminer vers la mer par des watringues. Ces polders, terres gagnées sur la mer, ainsi constitués sont les plus anciens de l’Europe du Nord.
Les cultures ne représentent que 35 % de ces paysages des dunes de la mer du Nord.
Concernant l'activité humaine, à l’ouest de ces paysages se trouve : la région de Calais, avec le tunnel sous la Manche et l'activité portuaire de Calais tournée vers l’Angleterre ; à l’est, la zone urbaine de Dunkerque et ses installations portuaires et, au centre, la zone de Gravelines avec son port de plaisance et sa centrale nucléaire.
Sur le plan de la biodiversité, on y observe de nombreux déplacements d’oiseaux marins, côtiers ou terrestres ainsi que des phoques veau-marin installés sur les bancs de sable.

### Milieux naturels et biodiversité

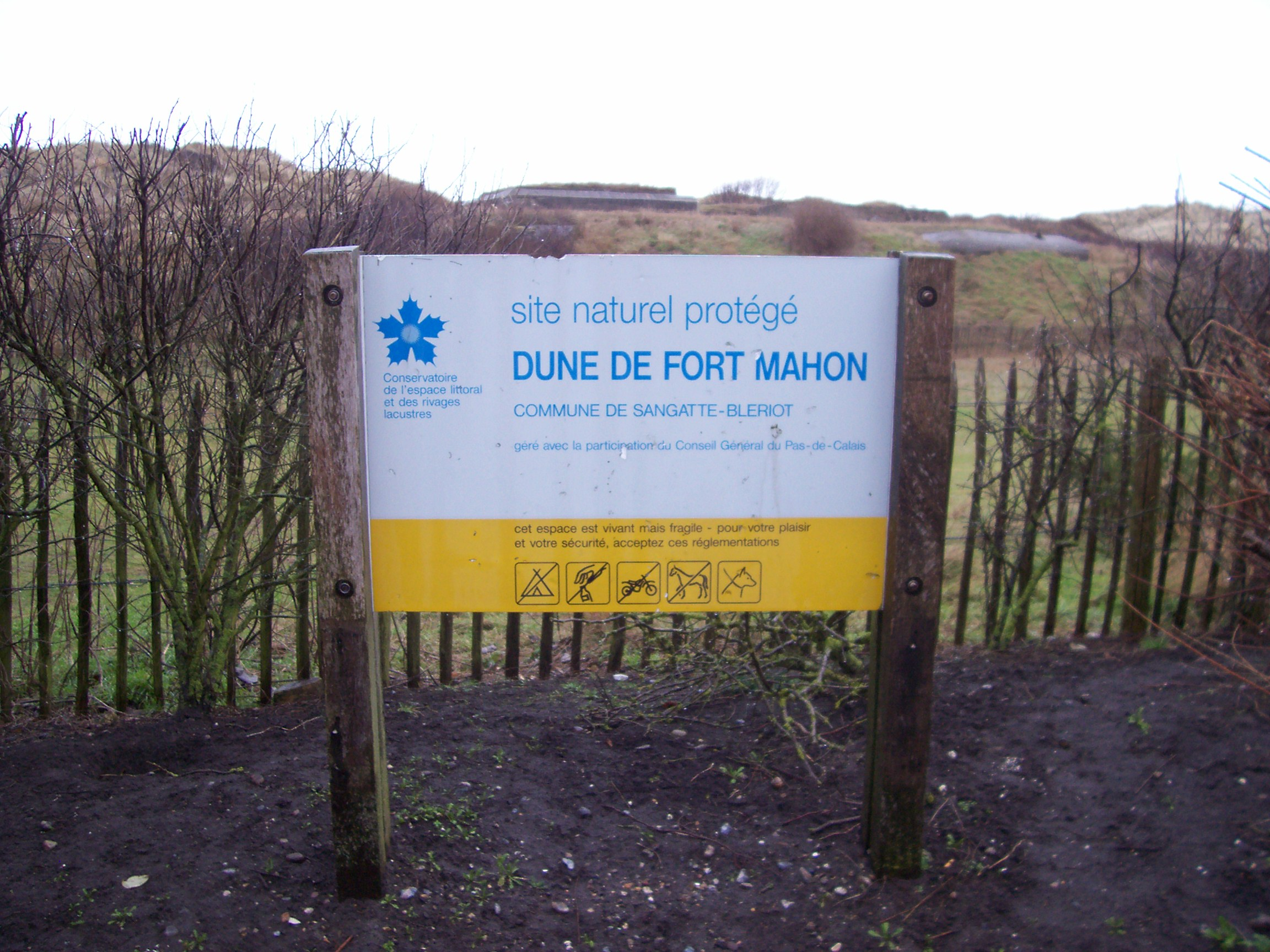
Panneau du site naturel protégé : la dune de Fort-Mahon, janvier 2010.

#### Espaces protégés et gérés
La protection réglementaire est le mode d’intervention le plus fort pour préserver des espaces naturels remarquables et leur biodiversité associée.
Dans ce cadre, la commune est située sur cinq espaces protégés :
- le parc naturel régional des Caps et Marais d'Opale, d’une superficie de 132 499 ha réparties sur 154 communes, géré par le syndicat mixte d'aménagement et de gestion du parc naturel régional des Caps et Marais d'Opale[24] ;
- le cap Blanc-Nez, terrain acquis par le Conservatoire du littoral, d'une superficie de 343 ha[25] ;
- le cap Blanc Nez, protégé par un arrêté de protection de biotope, d'une superficie de 129,36 ha[26] ;
- la dune de Fort-Mahon, d'une superficie de 53,811 ha, site naturel protégé et géré par le conservatoire du littoral avec la participation du conseil général Eden 62[27] ;
- la plaine de Sangatte, site protégé par un arrêté de protection de biotope, d'une superficie de 17,83 ha[28].

#### Zone naturelle d'intérêt écologique, faunistique et floristique
L’inventaire des zones naturelles d'intérêt écologique, faunistique et floristique (ZNIEFF) a pour objectif de réaliser une couverture des zones les plus intéressantes sur le plan écologique, essentiellement dans la perspective d’améliorer la connaissance du patrimoine naturel national et de fournir aux différents décideurs un outil d’aide à la prise en compte de l’environnement dans l’aménagement du territoire.
Le territoire communal comprend deux ZNIEFF de type 1 :
- le site du Cap Blanc-Nez, mont d’Hubert, mont Vasseur et fond de la Forge. Ce site marque la fin de la partie nord des collines de l'Artois sur laquelle se trouve l'unique falaise crétacique culminant à plus de 150 mètres[29] ;
- les dunes de Blériot-PLage, d’une superficie de 368 ha et d'une altitude variant de 0  à   15 mètres[30].

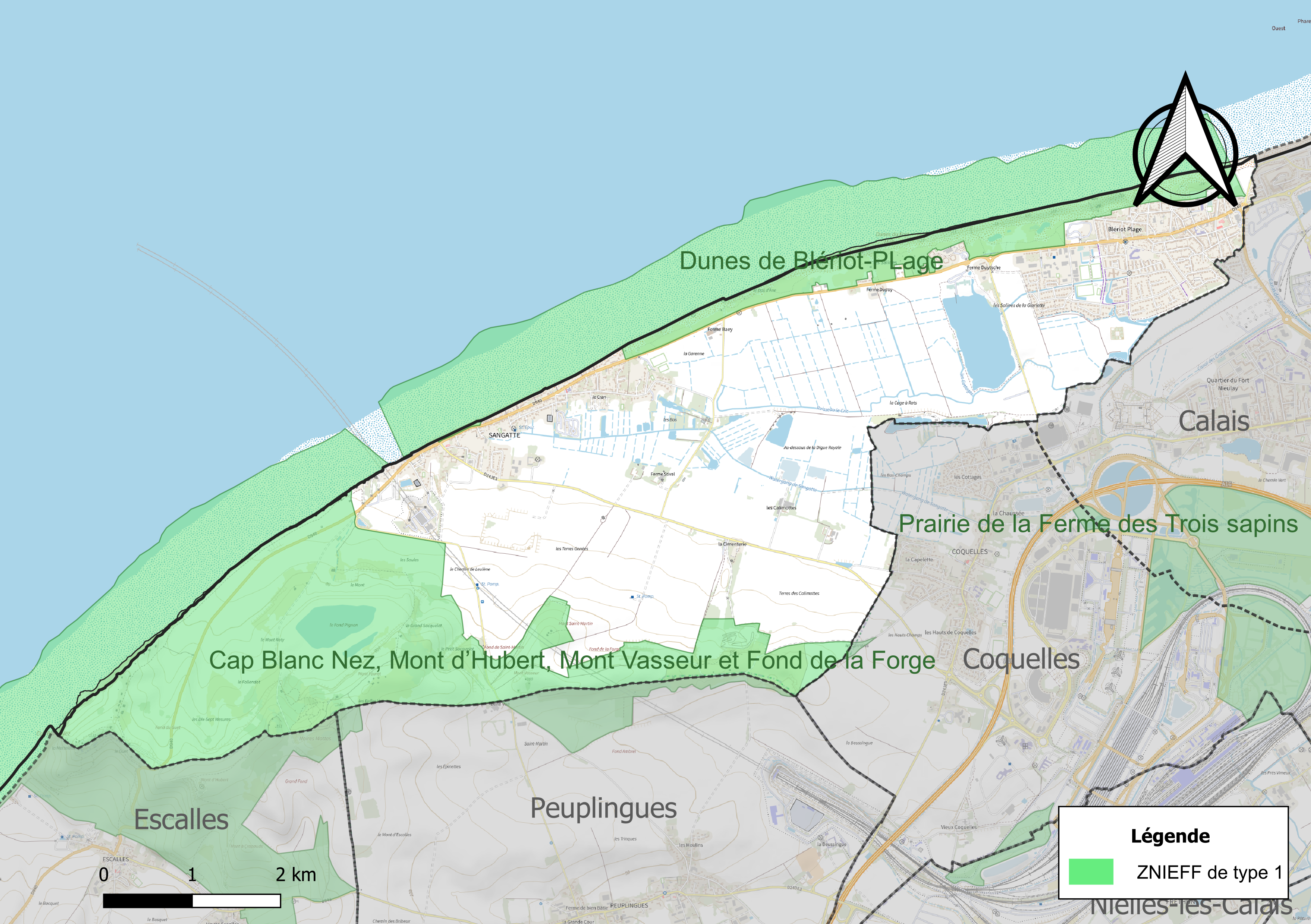
Carte des ZNIEFF sur la commune.

#### Patrimoine géologique
Sur le territoire communal se trouve le site des formations crétacées dans les falaises du Cap Blanc-Nez. Il est inscrit à l'inventaire national du patrimoine géologique et on y trouve des roches sédimentaires déposées entre l’Albien et le Turonien supérieur.

#### Site Natura 2000
Le réseau Natura 2000 est un réseau écologique européen de sites naturels d’intérêt écologique élaboré à partir des directives « habitats » et « oiseaux ». Ce réseau est constitué de zones spéciales de conservation (ZSC) et de zones de protection spéciale (ZPS). Dans les zones de ce réseau, les États membres s'engagent à maintenir dans un état de conservation favorable les types d'habitats et d'espèces concernés, par le biais de mesures réglementaires, administratives ou contractuelles.
Sur la commune, un site Natura 2000 de type B est défini en site d'importance communautaire (SIC) : les falaises et pelouses du cap Blanc-Nez, du mont d'Hubert, des Noires Mottes, du fond de la Forge et du mont de Couple, d'une superficie de 728 ha dont 40 % de superficie marine, avec une altitude maximum de 162 mètres.

## Urbanisme

### Typologie
Au 1er janvier 2024, Sangatte est catégorisée ceinture urbaine, selon la nouvelle grille communale de densité à sept niveaux définie par l'Insee en 2022.
Elle appartient à l'unité urbaine de Calais, une agglomération intra-départementale regroupant six communes, dont elle est une commune de la banlieue,,. Par ailleurs la commune fait partie de l'aire d'attraction de Calais, dont elle est une commune de la couronne,. Cette aire, qui regroupe 45 communes, est catégorisée dans les aires de 50 000 à moins de 200 000 habitants,.
La commune, bordée par la Manche, est également une commune littorale au sens de la loi du 3 janvier 1986, dite loi littoral. Des dispositions spécifiques d’urbanisme s’y appliquent dès lors afin de préserver les espaces naturels, les sites, les paysages et l’équilibre écologique du littoral, tel le principe d'inconstructibilité, en dehors des espaces urbanisés, sur la bande littorale des 100 mètres, ou plus si le plan local d’urbanisme le prévoit.

### Occupation des sols
L'occupation des sols de la commune, telle qu'elle ressort de la base de données européenne d’occupation biophysique des sols Corine Land Cover (CLC), est marquée par l'importance des territoires agricoles (64,6 % en 2018), en augmentation par rapport à 1990 (57,1 %). La répartition détaillée en 2018 est la suivante :
terres arables (51 %), zones urbanisées (16,6 %), milieux à végétation arbustive et/ou herbacée (12,5 %), prairies (9,6 %), zones agricoles hétérogènes (3,9 %), eaux continentales (3,7 %), zones humides côtières (2,1 %), espaces ouverts, sans ou avec peu de végétation (0,4 %), zones industrielles ou commerciales et réseaux de communication (0,1 %). L'évolution de l’occupation des sols de la commune et de ses infrastructures peut être observée sur les différentes représentations cartographiques du territoire : la carte de Cassini (XVIIIe siècle), la carte d'état-major (1820-1866) et les cartes ou photos aériennes de l'IGN pour la période actuelle (1950 à aujourd'hui).

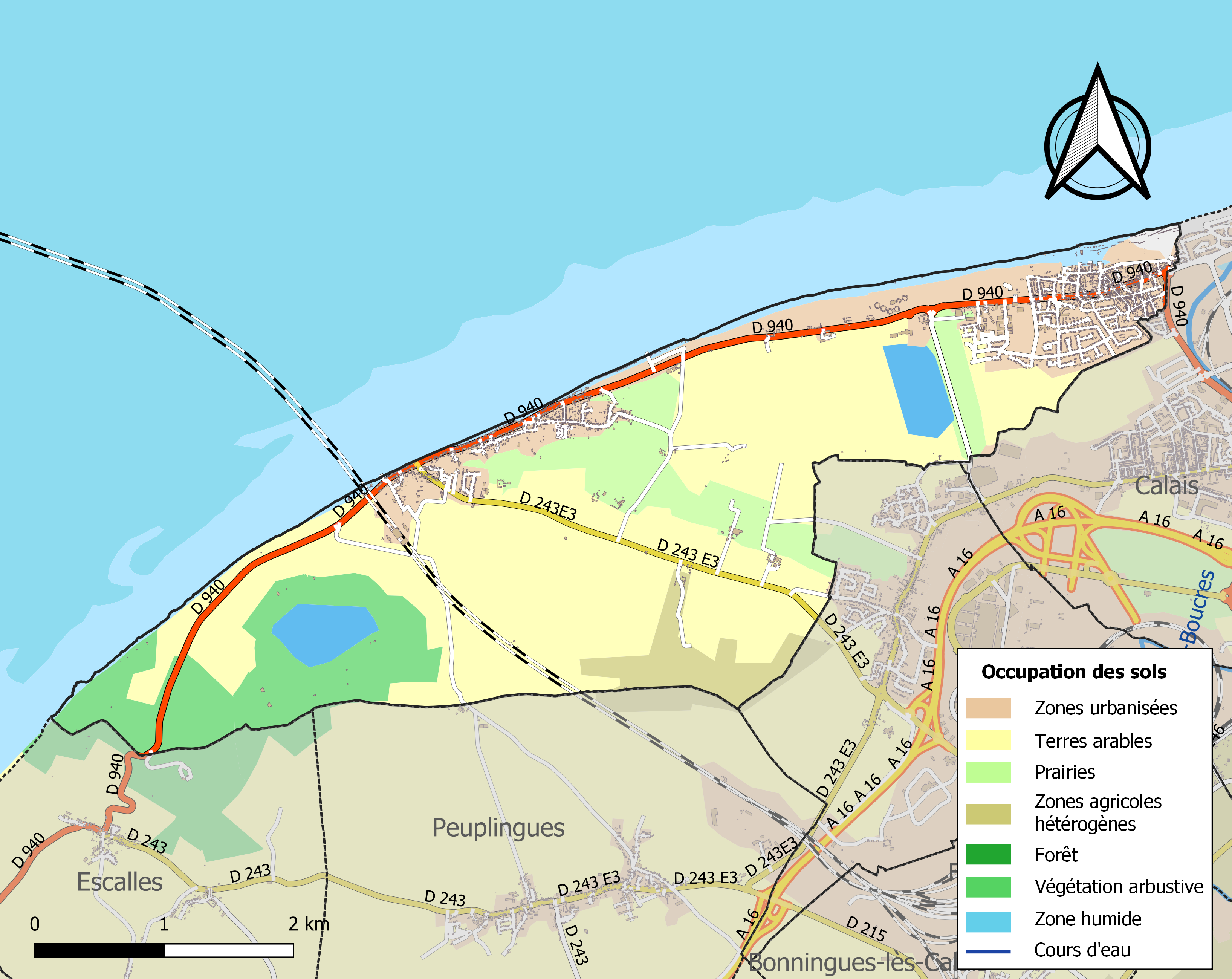
Carte des infrastructures et de l'occupation des sols de la commune en 2018 (CLC).

### Voies de communication et transports
Sangatte était située sur la voie romaine reliant Boulogne-sur-Mer à Cassel, par Saint-Omer, passant par Saint-Martin-Boulogne, Balinghem, Sangatte, Etrehem (Leulinghem), Saint-Omer, Arques.
La commune se trouve à proximité de l'autoroute A16 qui la dessert par le biais des sorties  41 et  43. Elle permet de rejoindre Boulogne-sur-Mer, Amiens, Rouen et Paris vers le sud, et Dunkerque vers le nord.
La commune se trouve également près de l'entrée française du tunnel sous la Manche, qui relie le territoire à l'Angleterre.
La gare de Calais-Fréthun, située à quelques kilomètres de Sangatte, est desservie par des Eurostar en direction de l'Angleterre, des TGV et TERGV vers Lille et Paris, ainsi que des TER Nord-Pas-de-Calais.
La commune est desservie par les lignes 3, 5 et Div'in du réseau Imag'in de Calais.

## Toponymie
Le nom de la localité est attesté sous les formes Sangata en 1118 ; Samgatha en 1137 ; Sangata en 1210 ; Saines Clayte en 1245 ; Sanghette en 1292 ; Zantgate en 1331 ; Sangathe en 1436 ; Sandgate en 1546 ; Sandegates en 1556 ; Sangate en 1617 ; Sangatte en 1681 ; Santgate en 1739 ; Sangatte en 1810,.
Du germanique sant « sable » ou sanda « sable » (comprendre de l'ancien néerlandais *sant « sable » qui poursuit le vieux saxon, vieux frison sand) et du néerlandais gat « passage » ou germanique gata « ouverture, voie d'accès » (comprendre ancien néerlandais *gata « passage », qui poursuit le vieux saxon, vieux frison *gata issu du germanique occidental *gata postulé par l'existence du vieux haut allemand gazza, apparenté au germanique occidental gat > vieux saxon, vieux frison gat « accès, ouverture »), d'où le sens global de « passage / voie d'accès ensablé(e) / sableux (-euse) ».
Zandgate en flamand.
Homonymie avec Sandgate (Angleterre, kent, Sandgate 1256), toponyme d'origine [anglo-]saxonne signifiant « trouée, ouverture menant sur le littoral sablonneux ».
Remarque : il n'est pas possible de dire si ce toponyme est une formation plus ancienne, de type anglo-frisonne ou [anglo-]saxonne qui se perpétue en ancien néerlandais, car les formes les plus anciennes du toponyme ne remontent qu'au début du XIIe siècle.

## Histoire

### Premières occupations
Sangatte a été considérée par des historiens et chercheurs comme un ancien port naturel. Des pièces gauloises en or ont été retrouvées ainsi que des monnaies romaines datant des premiers siècles de notre ère.
Des fouilles effectuées en 1863-1864 ont révélé que des mottes, d'une hauteur allant jusqu'à environ un mètre, situées sur Sangatte (de même que sur la commune voisine d'Escalles) étaient des tumulus, où ont été retrouvés des ossements, d'abord considérés comme pouvant dater des Gaulois. Hypothèse non confirmée par la suite, en revanche ont été mis au jour dans une des mottes, des instruments, tels que des haches de silex évoquant l'âge de la pierre.

### Moyen Âge et époque moderne
Vers 1175, le comte de Guînes Baudouin II de Guînes, a fait construire dans les marais de Sangatte un solide château fort avec une haute tour, des fossés, malgré la résistance et l'opposition des cités de Boulogne, Wissant, Calais, Mercq (Marck), détenues par le comte de Boulogne. Le comte de Boulogne, Renaud de Dammartin, y voit une volonté d'entraver la libre possession des biens évoqués et va vouloir riposter en construisant un château à Ostrowic (devenu Ostruy, sur la commune actuelle de Réty) pour abolir le nom et la force de celui de Sangatte mais les gens de Guînes et de Sangatte vont empêcher sa construction.
Manassès de Guînes, fils de Baudouin II de Guînes, détient Rorichove, sur la commune actuelle de Sangatte, du fait de son mariage avec Aélis de Thiembronne, héritière de Guillaume de Thiembronne. Manassès et Aélis vont donner des terres dépendant de leur possession de Rorichove dont certaines possessions se situaient à Andres et d'autres à Éperlecques à l'abbaye Saint-Médard d'Andres.
Baudouin de Guînes (°v.1240 †?), fils de Baudouin III de Guînes, et frère d'Arnould III, comte de Guînes, est seigneur de Sangatte. En 1280, Baudouin et son frère Arnould III, comte de Guînes, concluent un accord pour déterminer la part de Baudouin dans l'héritage paternel : Baudouin reçoit d'Arnould sept cents livrées de terre (une livrée de terre est une superficie qui rapporte une livre de rente par an).
En 1308, une enquête a été faite par P. d'Hangest, bailli de Gisors puis de Rouen, au sujet d'un débat existant entre le comte d'Eu et de Guînes, décédé, et sa femme, d'une part, et Robert de Guînes, seigneur de Sangatte, d'autre part; cette requête, sans doute liée à l'héritage des comtes de Guînes, a été mise en garde de loi, parce que l'héritier de ce dernier était encore mineur, (Jean III de Brienne, comte d'Eu et de Guînes, avait récupéré le comte de Guînes vendu par Arnould III au roi, Robert de Guînes, fils probable de Baudouin et neveu ou petit-neveu d'Arnould III avait élevé des prétentions sur l'héritage des comtes de Guînes).
En 1347, l'armée de Philippe de Valois a stationné sur Sangatte, trop longtemps selon Jean Froissart, en tout état de cause elle n'a pu empêcher le roi d'Angleterre Édouard III qui assiège alors Calais de prendre Calais.
En 1360, le roi de France cède le territoire aux mains des Anglais (traité de Brétigny).
En 1436, dans le cadre du projet du siège de Calais, les troupes du duc de Bourgogne Philippe le Bon, prennent la forteresse de Balinghem  de même que celles d'Oye-Plage, Marck, Sangatte et assiègent Guînes, sans réussir à prendre le château.
Le 1er janvier 1558, le duc de Guise arrive à Calais avec son armée et conquiert dès son arrivée le fort Nieulay et Sangatte.
Sangatte faisait partie des paroisses proches de Calais occupées par les Anglais depuis le 4 août 1347, date à laquelle ceux-ci ont pris Calais. Elle est restée anglaise pendant 150 ans jusqu'à janvier 1558, date à laquelle les Français reprennent Calais (siège de Calais 1558).
L'année 1614 est marquée par une invasion marine : la mer endommage la digue de Sangatte et submerge toute la basse ville dite de St Pierre. Elle se répand jusqu’à Guînes, « malgré le soin qu’on eut de fermer les brèches aussi vite que possible ».
Le 1er décembre 1720, la mer poussée par un violent orage menace à nouveau la digue et le cordon dunaire. Elle fait ce jour-là à Calais aux digues et glacis du fort Nieulay « trois brèches par lesquelles elle entre dans le pays sur la largeur de 28 toises et sur une de hauteur pendant douze marées consécutives ». Le 2 janvier 1767, la mer crève à nouveau la digue (construite en 1599 par Dominique de Vic alors gouverneur de Calais) et s'engouffre dans une brèche large de dix toises.

### Époque contemporaine
L'église de Sangatte, reconstruite en 1868, a connu de nombreux dommages, causés par des tempêtes ou orages et des obus reçus notamment lors de la Libération en 1944. Des fouilles réalisées en 1868, puis en 2015, ont mis en évidence à l'emplacement d'un ancien cimetière des tombes datant des époques médiévale et moderne,.

#### Blériot-Plage (ancien hameauLes Baraques)
Localisation du monument Louis Blériot : 50° 57′ 26″ N, 1° 49′ 05″ E
Le 25 juillet 1909, Louis Blériot est le premier à traverser la Manche, en décollant au lever du soleil, condition exigée par le Daily Mail qui est à l'origine du défi et lui remettra la somme de 25 000 francs-or mise en jeu. La traversée s'effectuera en 37 minutes, reliant le hameau Les Baraques, près de Calais, et Douvres, aux commandes du Blériot XI. Un monument en hommage à Louis Blériot est inauguré le 15 juillet 1911 aux Baraques, hameau qui prendra conformément à la délibération du conseil municipal de Sangatte du 9 août 1936, le nom de l'aviateur et s’appelle désormais Sangatte-Blériot-Plage.

#### Première Guerre mondiale
Pendant la Première Guerre mondiale, Sangatte fait partie en 1917-1918 d'un commandement d'étapes basé à Fréthun, puis à Coulogne c'est-à-dire un élément de l'armée organisant le stationnement de troupes, comprenant souvent des chevaux, pendant un temps plus ou moins long, sur les communes dépendant du commandement, en arrière du front. Sangatte a donc accueilli des troupes de passage. La commune dépend également du commandement d'étapes de Guînes. Le 3 septembre 1917, une bombe incendiaire est retrouvée sur la plage, Calais est prévenu pour faire le nécessaire[incompréhensible],. À cette date, parmi les troupes accueillies sur le bourg, figure un bataillon de tirailleurs sénégalais, soit plus de1000 soldats.

#### Seconde Guerre mondiale

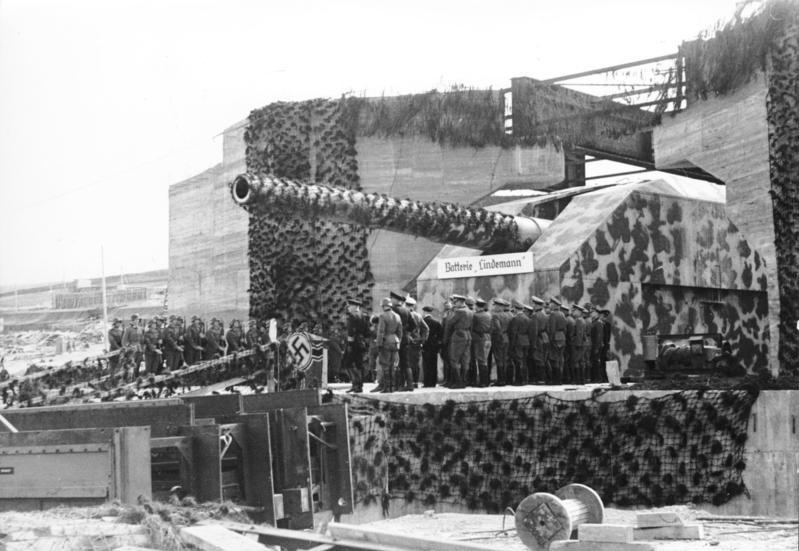
La batterie Lindemann en 1942.

Pendant la Seconde Guerre mondiale, les nazis érigent sur les hauteurs de Sangatte au lieu-dit les Noires Mottes, la batterie Lindemann (en hommage au commandant du cuirassé Bismarck coulé en 1941). Un camp de l'organisation Todt est installé à Sangatte le temps des travaux, à partir de septembre 1941, avec des déportés belges dont une partie étaient juifs.
Les trois canons de 406 mm « Anton », « Bruno » et « Cesar » sont mis hors d'état de nuire par les troupes canadiennes en 1944.
La commune est décorée de la croix de guerre 1939-1945 le 11 novembre 1948, distinction également attribuée à 28 autres communes du Pas-de-Calais.

#### Fortunes de mer
La plage de Sangatte a été le théâtre de nombreuses fortunes de mer : en 1962 le liberty-ship Costas Michalos s'échoue et se brise en deux : l'épave est toujours visible à marée basse. En 1995 c'est le ferry Stena Challenger qui s'échoue et qui est renfloué le lendemain.

#### Le tunnel sous la Manche
Sangatte est particulièrement connue pour être à l'une des extrémités du tunnel sous la Manche. Elle est aussi un lieu de passage de migrants voulant se rendre au Royaume-Uni.

#### Le centre de Sangatte
En 1999, sous le gouvernement Jospin et en accord avec les autorités préfectorales, est créé un centre d'hébergement et d'accueil d'urgence humanitaire administré par la Croix-Rouge. Ce centre, connu sous le nom de centre de Sangatte est installé dans une ancienne usine d'Eurotunnel et possède un équipement limité prévu pour accueillir environ 200 personnes. Or les besoins de la population de migrants (principalement Afghans, Iraniens, Irakiens, Kurdes et Kosovars) sont tels qu'on a compté jusqu'à environ 1 600 personnes hébergées dans des conditions, par conséquent, précaires et sources de tensions y compris avec la population locale. En novembre 2002, le ministre de l'Intérieur, Nicolas Sarkozy, sous la pression du ministère britannique de David Blunkett, ordonne sa fermeture et son démantèlement, mais le problème reste entier pour le Calaisis : de nouveaux immigrés illégaux continuent d'affluer malgré la fermeture définitive du centre le 16 décembre 2002. Les migrants sont dispersés depuis à divers endroits du littoral dans des abris de fortune.

#### Traversée de la Manche en flyboard
Le 4 août 2019, 110 ans après l'exploit de Louis Blériot et après une tentative infructueuse la semaine précédente, l'inventeur marseillais Franky Zapata réussit à rallier l'Angleterre depuis la France grâce à son Flyboard Air. Il a rejoint St Margaret's Bay en 21 minutes après un vol de 35 km.

## Politique et administration

### Découpage territorial
La commune se trouve dans l'arrondissement de Calais du département du Pas-de-Calais.

#### Commune et intercommunalités
La commune est membre de la communauté d'agglomération Grand Calais Terres et Mers.

#### Circonscriptions administratives
La commune est rattachée au canton de Calais-1.

#### Circonscriptions électorales
Pour l'élection des députés, la commune fait partie de la septième circonscription du Pas-de-Calais.

### Élections municipales et communautaires

#### Liste des maires
| Période                                  | Période                    | Identité      | Étiquette | Qualité |
| ---------------------------------------- | -------------------------- | ------------- | --------- | --- |
| Les données manquantes sont à compléter. |                            |               |           | |
| v. 1959                                  |                            | Jules Boulart |           | |
| mars 1971                                | mars 1983                  | René Coucy    | DVG       | Docteur en médecine |
| mars 1983                                | mars 2001                  | René Lapôtre  | RPR       | Conseiller général de Calais-Nord-Ouest (1992 → 1998) |
| mars 2001                                | 8 septembre 2006           | André Segard  | PS        | Ancien inspecteur de l'Éducation nationale Conseiller général de Calais-Nord-Ouest (2004 → 2006) Mort en fonction                                                               |
| septembre 2006                           | En cours (au 6 avril 2022) | Guy Allemand  | SE        | Ancien gérant de société et responsable de centrale d'achat Vice-président de la CA Grand Calais Terres et Mers Réélu pour le mandat 2014-2020, Réélu pour le mandat 2020-2026, |

### Instances de démocratie participative
La commune est dotée d'un conseil municipal des enfants.

### Jumelages
Sandgate faisant partie de Folkestone, il ne s'agit pas d'un jumelage officiel mais de nombreux projets sont réalisés entre les deux localités. 
| Ville | Ville    | Pays | Pays        | Période     |
| ----- | -------- | ---- | ----------- | ----------- |
|       | Sandgate |      | Royaume-Uni | depuis 2002 |

## Équipements et services publics

### Espaces publics
La commune est labellisée « 2 fleurs » au concours des villes et villages fleuris.

## Population et société

### Démographie
Les habitants sont appelés les Sangattois.

#### Évolution démographique
L'évolution du nombre d'habitants est connue à travers les recensements de la population effectués dans la commune depuis 1793. Pour les communes de moins de 10 000 habitants, une enquête de recensement portant sur toute la population est réalisée tous les cinq ans, les populations de référence des années intermédiaires étant quant à elles estimées par interpolation ou extrapolation. Pour la commune, le premier recensement exhaustif entrant dans le cadre du nouveau dispositif a été réalisé en 2008.

En 2022, la commune comptait 4 755 habitants, en évolution de −0,71 % par rapport à 2016 (Pas-de-Calais : −0,72 %, France hors Mayotte : +2,11 %).
| 1793 | 1800 | 1806 | 1821 | 1831 | 1836 | 1841 | 1846  | 1851  |
| ---- | ---- | ---- | ---- | ---- | ---- | ---- | ----- | ----- |
| 646  | 568  | 717  | 643  | 905  | 900  | 941  | 1 044 | 1 063 |

| 1856  | 1861  | 1866  | 1872  | 1876  | 1881  | 1886  | 1891  | 1896  |
| ----- | ----- | ----- | ----- | ----- | ----- | ----- | ----- | ----- |
| 1 024 | 1 032 | 1 129 | 1 250 | 1 491 | 1 979 | 2 160 | 2 028 | 2 067 |

| 1901  | 1906  | 1911  | 1921  | 1926  | 1931  | 1936  | 1946  | 1954  |
| ----- | ----- | ----- | ----- | ----- | ----- | ----- | ----- | ----- |
| 2 142 | 2 302 | 2 516 | 2 554 | 2 622 | 2 794 | 2 711 | 1 588 | 2 447 |

| 1962  | 1968  | 1975  | 1982  | 1990  | 1999  | 2006  | 2008  | 2013  |
| ----- | ----- | ----- | ----- | ----- | ----- | ----- | ----- | ----- |
| 3 309 | 3 340 | 3 332 | 3 199 | 3 326 | 4 046 | 4 487 | 4 611 | 4 740 |

| 2018  | 2022  | - | - | - | - | - | - | - |
| ----- | ----- | - | - | - | - | - | - | - |
| 4 852 | 4 755 | - | - | - | - | - | - | - |

#### Pyramide des âges
En 2018, le taux de personnes d'un âge inférieur à 30 ans s'élève à 34,6 %, soit en dessous de la moyenne départementale (36,7 %). De même, le taux de personnes d'âge supérieur à 60 ans est de 23,3 % la même année, alors qu'il est de 24,9 % au niveau départemental.
En 2018, la commune comptait 2 355 hommes pour 2 497 femmes, soit un taux de 51,46 % de femmes, légèrement inférieur au taux départemental (51,50 %).
Les pyramides des âges de la commune et du département s'établissent comme suit.
| Hommes | Classe d’âge | Femmes |
| ------ | ------------ | ------ |
| 0,5    | 90 ou +      | 0,8    |
| 5,3    | 75-89 ans    | 6,2    |
| 16,9   | 60-74 ans    | 16,8   |
| 22,2   | 45-59 ans    | 22,9   |
| 18,9   | 30-44 ans    | 20,1   |
| 14,7   | 15-29 ans    | 13,5   |
| 21,5   | 0-14 ans     | 19,7   |

| Hommes | Classe d’âge | Femmes |
| ------ | ------------ | ------ |
| 0,5    | 90 ou +      | 1,6    |
| 5,6    | 75-89 ans    | 8,9    |
| 16,7   | 60-74 ans    | 18,1   |
| 20,2   | 45-59 ans    | 19,2   |
| 18,9   | 30-44 ans    | 18,1   |
| 18,2   | 15-29 ans    | 16,2   |
| 19,9   | 0-14 ans     | 17,9   |

### Manifestations culturelles et festivités
Il y a un centre social et culturel, qui a été nommé d'après Marie-Jeanne Bassot,.

### Sports et loisirs
La commune est équipée de salles et terrains de sport, d'un club nautique, de courts de tennis (intérieur et extérieur) ouverts qu'aux licenciés, d'un boulodrome.

#### Sports nautiques
La commune dispose d'une base nautique, avec un plan d'eau de 25 ha. La base nautique Tom Souville, du nom du corsaire et sauveteur calaisien, permet de s'initier à différents sports nautiques comme le catamaran, la planche à voile, le paddle, le kayak, le wing foil….

#### Pistes cyclables
La piste cyclable « La Vélomaritime », partie côtière française de la « Véloroute de l’Europe - EuroVelo 4 », qui relie Roscoff en France à Kiev en Ukraine sur 5 100 km, traverse la commune, en venant de Peuplingues pour desservir Calais,.

#### Sentier pédestre
Le sentier de grande randonnée GR 120 ou GR littoral (partie du sentier européen E9 allant du Portugal à l'Estonie), appelé aussi sentier des douaniers, traverse la commune en longeant la côte.

## Économie

### Tourisme

#### Hôtellerie, camping et autres hébergements collectifs
Au 1er janvier 2025, la commune dispose de deux campings totalisant 296 emplacements, de deux autres types d'hébergements collectifs totalisant 619 places de lit et d'aucun hôtel.

## Culture locale et patrimoine

### Lieux et monuments

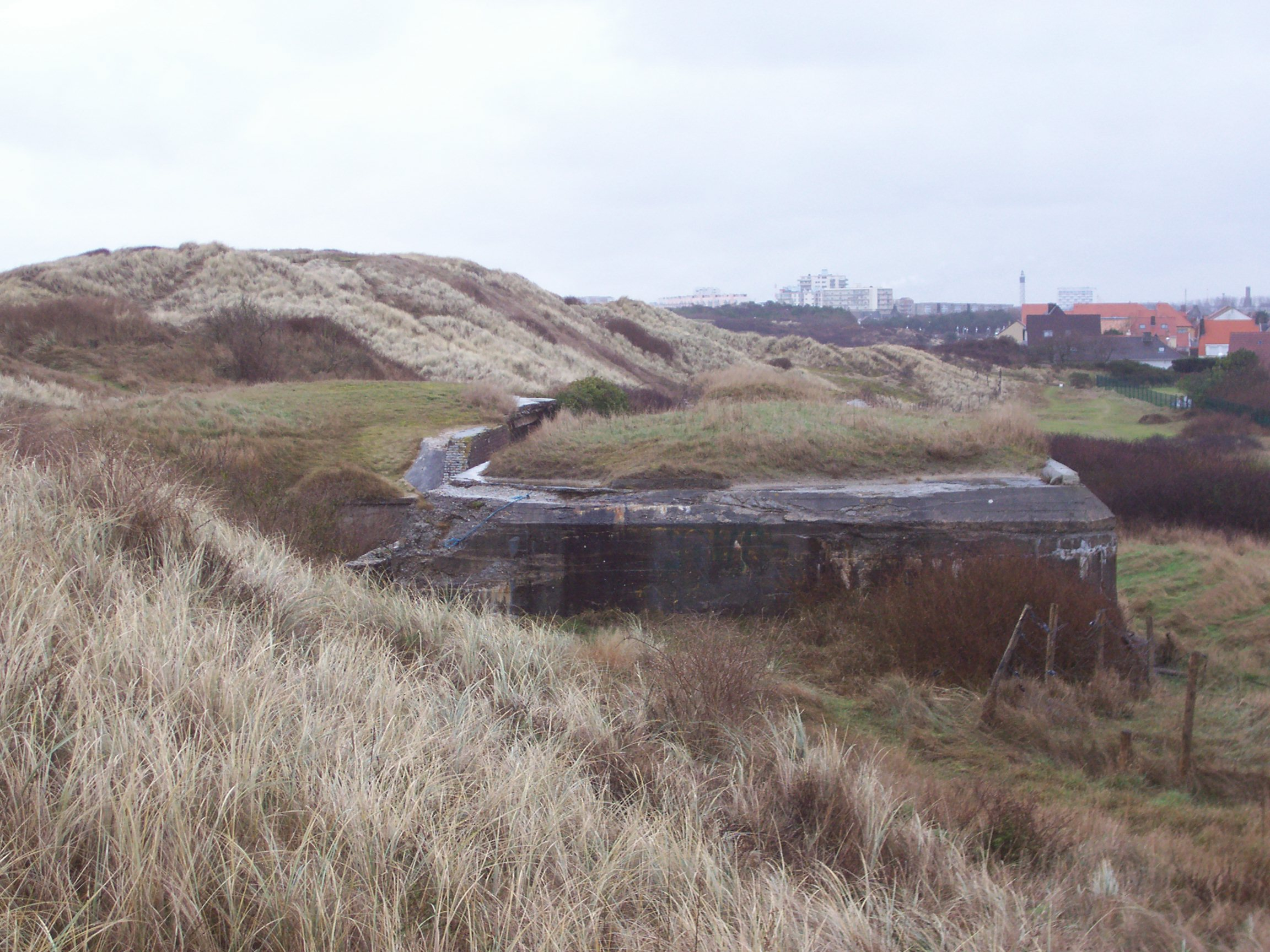
Blockhaus dans les dunes, janvier 2010.

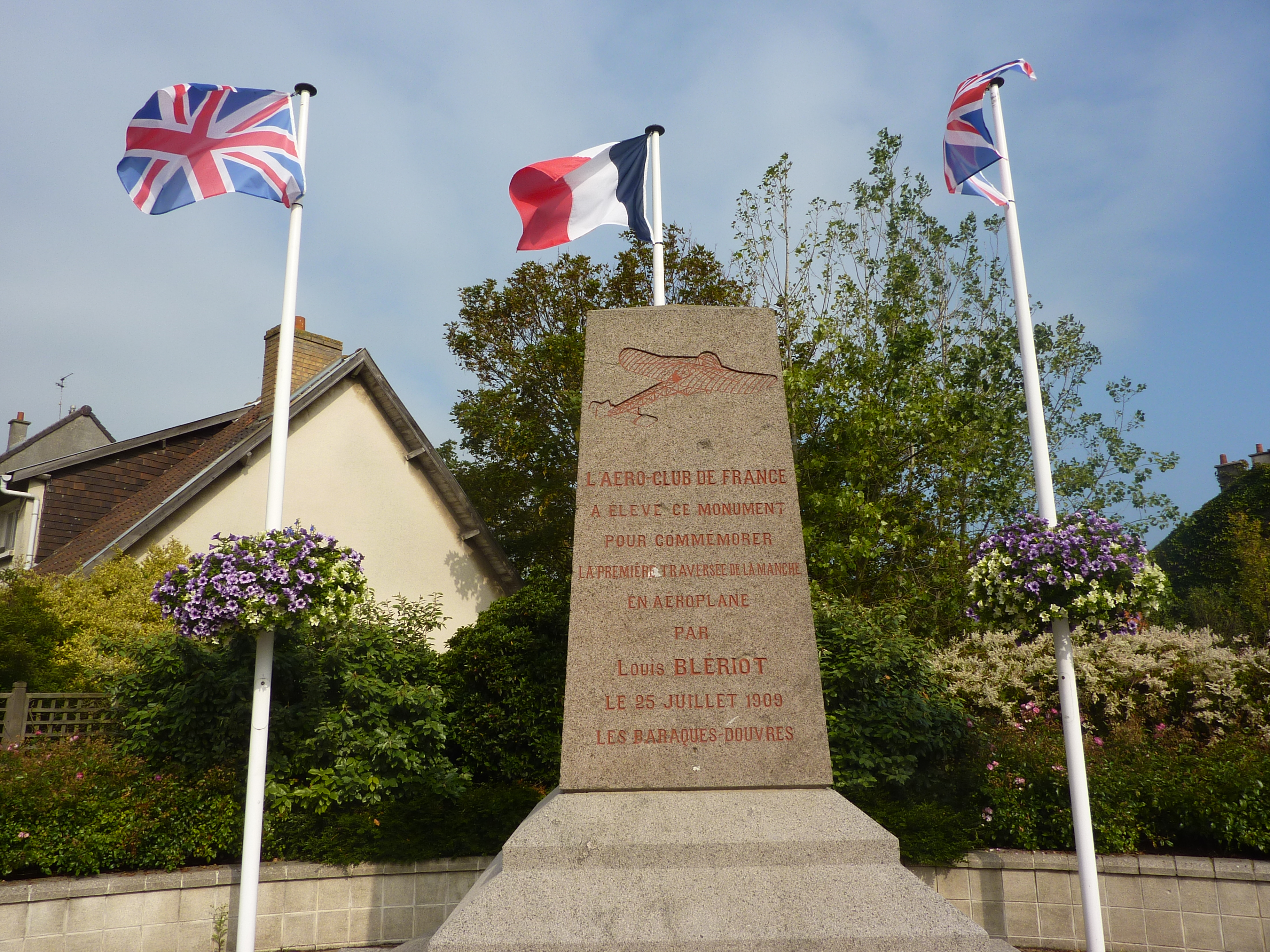
Mémorial à Louis Blériot.

- Dans la région, on peut voir des tronçons de la Leulène, ancienne voie romaine.
- Le mémorial de la « Dover Patrol » en haut du cap Blanc-Nez qui offre un point de vue unique sur le pas de Calais.
- L'ancien puits du tunnel sous la Manche commencé au XIXe siècle au bord de la falaise.
- La galerie (dite « descenderie ») inachevée, commencée en 1974 près de l’actuel puits d'aération d'Eurotunnel.
- Les vestiges du Fort Lapin à la sortie de Blériot-Plage.
- Le mémorial de Louis Blériot à Blériot-Plage.
- Les 213 cabanons de Blériot-Plage, érigés selon une tradition commencée au XIXe siècle par des vacanciers et menacés de destruction en 2020 pour non respect de la loi littoral, alors que ses propriétaires évoquent un « patrimoine culturel » à défendre[93].
- Le mémorial d'Hubert Latham sur la route du cap Blanc-Nez.
- L'épave du Costas Michalos au lieu-dit le Dos d'Ane.
- Le cimetière communal, où reposent des travailleurs chinois employés par l'armée britannique durant la Première Guerre mondiale.

### Sangatte et le cinéma
Films tournés à Sangatte :
- Welcome ;
- « Sangatte, ville ouverte », documentaire ;
- « Voyage à Sangatte » ;
- Séquence finale de La vie est un long fleuve tranquille.

### Personnalités liées à la commune
- Les aviateurs Hubert Latham et Louis Blériot.
- Fabrice Bourré (né en 1962), footballeur français, est né à Blériot-Plage.

### Héraldique
| Blason de Sangatte | Blason  | D'azur au lion d'or, armé et lampassé de gueules. Ornements extérieursCroix de guerre 1939-1945 |
| Blason de Sangatte | Détails | Adopté par la municipalité.                                                                     |

## Pour approfondir